# Акелейе, Ингеборг
Ингеборг Акелейе (норв. Ingeborg Akeleye; 13 мая 1741 — 2 июня 1800, Венерсборг, Швеция) — норвежская аристократка и наследница богатого состояния. Она стала известна благодаря своим связям с выдающимися мужчинами и своими любовными связями.

## Биография
Ингеборг Йенсдаттер Акелейе была дочерью командующего Йенса Вернера Акелейе (1703—1772) и Марты (Бруун) Акелейе (1710—1797). В 1763 году она вышла замуж за Германа Леопольдуса Левенскиольда (1739—1799), принадлежавшего к норвежскому знатному роду Левенскиольдов. Ингеборг Акелейе имела репутацию хорошо образованной, но взыскательной красавицы, а характер её мужа описывался во всём отличный от жены, их брак не был счастливыми.
В 1764 году она познакомилась с датским дворянином Кристианом Конрадом Даннескиольдом-Лаурвигом (1723—1783), который был внуком Ульрика Фредерика Гюлленлёве, графа Лаурвига и основателя города Лаурвиг (современный норвежский Ларвик). В 1765 году Даннескиольд-Лаурвиг был сослан из Копенгагена в Ларвик после похищения им актрисы Метте Мари Росе (1745—1819) из Королевского театра Дании. У Ингеборг завязались отношения с ним, вследствие которых она развелась со своим мужем в 1766 году. По настоянию отца она получила разрешение на это от Лёвенскиольда. Её отец впоследствии получил королевское согласие на опекунство Ингеборг, но она избежала попадания под его власть и жила с разными друзьями в Норвегии и Швеции. В 1767 году была создана комиссия по расследованию её бегства. С помощью Даннескиольда-Лаурвига Ингеборг была объявлена юридически самостоятельной. В то время она жила с ним, который к тому времени уже овдовел. Началось их длительное совместное проживание, которое закончилось в 1783 году смертью Даннескиольда-Лаурвигаа. В своём завещании он передал во владение Ингеборг поселение.
Затем Ингеборг Акелейе вышла замуж за шведского дипломата Карла Ингмана фон Мандерфельдта (1747—1813), который в 1778 году бежал из-за обвинений в растрате в Норвегию. Супруги поселились в Копенгагене в 1787 году. После смерти Ингеборг в 1800 году Мандерфельдт вернулся в Швецию, где и умер в 1813 году.